# Six Nations 2003
Six Nations 2003 war die vierte Ausgabe des jährlichen Rugby-Union-Turniers Six Nations. An fünf Wochenenden vom 15. Februar bis zum 30. März 2003 fanden 15 Spiele statt. Turniersieger wurde England, das mit Siegen gegen alle anderen Teilnehmer zum zwölften Mal den Grand Slam schaffte, mit Siegen gegen alle britischen Mannschaften auch die Triple Crown.

## Teilnehmer
| Land       | Stadion             | Stadt       | Trainer          | Kapitän                          |
| ---------- | ------------------- | ----------- | ---------------- | -------------------------------- |
| England    | Twickenham Stadium  | London      | Clive Woodward   | Martin Johnson / Jonny Wilkinson |
| Frankreich | Stade de France     | Saint-Denis | Bernard Laporte  | Fabien Galthié / Fabien Pelous   |
| Irland     | Lansdowne Road      | Dublin      | Eddie O’Sullivan | Brian O’Driscoll                 |
| Italien    | Stadio Flaminio     | Rom         | John Kirwan      | Alessandro Troncon               |
| Schottland | Murrayfield Stadium | Edinburgh   | Ian McGeechan    | Bryan Redpath                    |
| Wales      | Millennium Stadium  | Cardiff     | Steve Hansen     | Colin Charvis / Martyn Williams  |

## Tabelle
|    | Land       | Spiele | Siege | Unent. | Ndlg. | Spiel- punkte | Diff. | Tabellen- punkte |
| -- | ---------- | ------ | ----- | ------ | ----- | ------------- | ----- | ---------------- |
| 1. | England    | 5      | 5     | 0      | 0     | 173:46        | + 127 | 10               |
| 2. | Irland     | 5      | 4     | 0      | 1     | 119:97        | + 22  | 8                |
| 3. | Frankreich | 5      | 3     | 0      | 2     | 153:75        | + 78  | 6                |
| 4. | Schottland | 5      | 2     | 0      | 3     | 81:161        | − 80  | 4                |
| 5. | Italien    | 5      | 1     | 0      | 4     | 100:185       | − 85  | 2                |
| 6. | Wales      | 5      | 0     | 0      | 5     | 82:144        | − 62  | 0                |

## Ergebnisse

### Erste Runde
| 15. Februar 2003 | Italien | 30 : 22         | Wales                                                                       | Stadio Flaminio, Rom Zuschauer: 20.000 Schiedsrichter: Joël Jutge (Frankreich) |
| 15. Februar 2003 | Versuche: De Carli Festuccia Phillips Erhöhungen: Domínguez (3) Straftritte: Domínguez (2) Dropgoals: Domínguez | (20:17) Bericht | Versuche: Williams Shanklin Peel Erhöhungen: Harris (2) Straftritte: Harris | Stadio Flaminio, Rom Zuschauer: 20.000 Schiedsrichter: Joël Jutge (Frankreich) |

| 15. Februar 2003 | England                                                                                  | 25 : 17        | Frankreich                                              | Twickenham Stadium, London Zuschauer: 73.500 Schiedsrichter: Paul Honiss (Neuseeland) |
| 15. Februar 2003 | Versuche: Robinson Erhöhungen: Wilkinson Straftritte: Wilkinson (5) Dropgoals: Wilkinson | (12:7) Bericht | Versuche: Magne Poitrenaud Traille Erhöhungen: Merceron | Twickenham Stadium, London Zuschauer: 73.500 Schiedsrichter: Paul Honiss (Neuseeland) |

| 16. Februar 2003 | Schottland            | 6 : 36         | Irland                                                                                 | Murrayfield Stadium, Edinburgh Zuschauer: 67.500 Schiedsrichter: Andrew Cole (Australien) |
| 16. Februar 2003 | Straftritte: Ross (2) | (0:13) Bericht | Versuche: Hickie Murphy Humphries Erhöhungen: Humphries (3) Straftritte: Humphries (5) | Murrayfield Stadium, Edinburgh Zuschauer: 67.500 Schiedsrichter: Andrew Cole (Australien) |

### Zweite Runde
| 22. Februar 2003 | Italien                                                 | 13 : 37        | Irland | Stadio Flaminio, Rom Zuschauer: 22.500 Schiedsrichter: Tony Spreadbury (England) |
| 22. Februar 2003 | Versuche: Dallan Erhöhungen: Pez Straftritte: Domínguez | (3:18) Bericht | Versuche: Stringer Kelly Humphreys O’Driscoll Geordan Erhöhungen: Humphreys (3) Straftritte: Humphreys (2) | Stadio Flaminio, Rom Zuschauer: 22.500 Schiedsrichter: Tony Spreadbury (England) |

| 22. Februar 2003 | Wales                    | 9 : 26        | England                                                                                                   | Millennium Stadium, Cardiff Zuschauer: 69.727 Schiedsrichter: Steve Walsh (Neuseeland) |
| 22. Februar 2003 | Straftritte: Sweeney (3) | (6:9) Bericht | Versuche: Greenwood Worsley Erhöhungen: Wilkinson (2) Straftritte: Wilkinson (2) Dropgoals: Wilkinson (2) | Millennium Stadium, Cardiff Zuschauer: 69.727 Schiedsrichter: Steve Walsh (Neuseeland) |

| 23. Februar 2003 | Frankreich                                                                                | 38 : 3         | Schottland            | Stade de France, Saint-Denis Zuschauer: 69.727 Schiedsrichter: Peter Marshall (Australien) |
| 23. Februar 2003 | Versuche: Pelous Poitrenaud Traille Rougerie Erhöhungen: Gelez (3) Straftritte: Gelez (4) | (17:3) Bericht | Straftritte: Paterson | Stade de France, Saint-Denis Zuschauer: 69.727 Schiedsrichter: Peter Marshall (Australien) |

### Dritte Runde
| 8. März 2003 | Irland                                   | 15 : 12        | Frankreich             | Lansdowne Road, Dublin Zuschauer: 47.500 Schiedsrichter: André Watson (Südafrika) |
| 8. März 2003 | Straftritte: Humphreys Dropgoals: Murphy | (12:3) Bericht | Straftritte: Gelez (4) | Lansdowne Road, Dublin Zuschauer: 47.500 Schiedsrichter: André Watson (Südafrika) |

| 8. März 2003 | Schottland                                                                           | 30 : 22         | Wales                                                                     | Murrayfield Stadium, Edinburgh Zuschauer: 60.000 Schiedsrichter: Pablo De Luca (Argentinien) |
| 8. März 2003 | Versuche: Douglas Taylor Paterson Erhöhungen: Paterson (3) Straftritte: Paterson (3) | (20:10) Bericht | Versuche: Cooper Taylor Williams Erhöhungen: Jones (2) Straftritte: Jones | Murrayfield Stadium, Edinburgh Zuschauer: 60.000 Schiedsrichter: Pablo De Luca (Argentinien) |

| 9. März 2003 | England                                                                                     | 40 : 5         | Italien              | Twickenham Stadium, London Zuschauer: 72.000 Schiedsrichter: Alain Rolland (Irland) |
| 9. März 2003 | Versuche: Lewsey (2) Thompson Simpson-Daniel Tindall Luger Erhöhungen: Wilkinson (4) Dawson | (33:0) Bericht | Versuche: Bergamasco | Twickenham Stadium, London Zuschauer: 72.000 Schiedsrichter: Alain Rolland (Irland) |

### Vierte Runde
| 22. März 2003 | Wales                                                                  | 24 : 25        | Irland                                                             | Millennium Stadium, Cardiff Zuschauer: 72.500 Schiedsrichter: Steve Lander (England) |
| 22. März 2003 | Versuche: Jones Williams Thomas Erhöhungen: Jones (3) Dropgoals: Jones | (7:14) Bericht | Versuche: Gleeson (2) Straftritte: Humphreys (4) Dropgoals: O’Gara | Millennium Stadium, Cardiff Zuschauer: 72.500 Schiedsrichter: Steve Lander (England) |

| 22. März 2003 | England                                                                                      | 40 : 9         | Schottland                | Twickenham Stadium, London Zuschauer: 72.000 Schiedsrichter: Alan Lewis (Irland) |
| 22. März 2003 | Versuche: Robinson Cohen Lewsey Erhöhungen: Wilkinson (3) Grayson Straftritte: Wilkinson (4) | (16:9) Bericht | Straftritte: Paterson (3) | Twickenham Stadium, London Zuschauer: 72.000 Schiedsrichter: Alan Lewis (Irland) |

| 23. März 2003 | Italien                                                                        | 27 : 53         | Frankreich | Stadio Flaminio, Rom Zuschauer: 20.000 Schiedsrichter: Nigel Williams (Wales) |
| 23. März 2003 | Versuche: Pez Bergamasco Persico Phillips Erhöhungen: Pez (2) Straftritte: Pez | (10:41) Bericht | Versuche: Traille (2) Rougerie (2) Betsen Michalak Castaignède Erhöhungen: Yachvili (6) Straftritte: Yachvili (2) | Stadio Flaminio, Rom Zuschauer: 20.000 Schiedsrichter: Nigel Williams (Wales) |

### Fünfte Runde
| 29. März 2003 | Frankreich                                                                              | 33 : 5         | Wales            | Stade de France, Saint-Denis Zuschauer: 78.906 Schiedsrichter: Paddy O’Brien (Neuseeland) |
| 29. März 2003 | Versuche: Castaignède Clerc Michalak Erhöhungen: Yachvili (3) Straftritte: Yachvili (4) | (10:5) Bericht | Versuche: Thomas | Stade de France, Saint-Denis Zuschauer: 78.906 Schiedsrichter: Paddy O’Brien (Neuseeland) |

| 29. März 2003 | Schottland                                                                                | 33 : 25         | Italien                                                                  | Murrayfield Stadium, Edinburgh Zuschauer: 45.739 Schiedsrichter: David McHugh (Irland) |
| 29. März 2003 | Versuche: White McLaren Logan Paterson Erhöhungen: Paterson (2) Straftritte: Paterson (3) | (23:15) Bericht | Versuche: Bergamasco Pez Palmer Erhöhungen: Pez (2) Straftritte: Pez (2) | Murrayfield Stadium, Edinburgh Zuschauer: 45.739 Schiedsrichter: David McHugh (Irland) |

| 30. März 2003 | Irland                                      | 6 : 42         | England | Lansdowne Road, Dublin Zuschauer: 47.900 Schiedsrichter: Jonathan Kaplan (Südafrika) |
| 30. März 2003 | Straftritte: Humphreys Dropgoals: Humphreys | (6:13) Bericht | Versuche: Greenwood (2) Dallaglio Tindall Luger Erhöhungen: Wilkinson (3) Grayson Straftritte: Wilkinson Dropgoals: Wilkinson (2) | Lansdowne Road, Dublin Zuschauer: 47.900 Schiedsrichter: Jonathan Kaplan (Südafrika) |

## Statistik

### Meiste erzielte Versuche
|    | Name              | Versuche |
| -- | ----------------- | -------- |
| 1. | Damien Traille    | 4        |
| 2. | Mirco Bergamasco  | 3        |
| 2. | Will Greenwood    | 3        |
| 2. | Josh Lewsey       | 3        |
| 2. | Jason Robinson    | 3        |
| 2. | Aurélien Rougerie | 3        |

### Meiste erzielte Punkte
|    | Name             | Punkte |
| -- | ---------------- | ------ |
| 1. | Jonny Wilkinson  | 77     |
| 2. | David Humphreys  | 63     |
| 3. | Chris Paterson   | 40     |
| 4. | Dimitri Yachvili | 36     |
| 5. | François Gelez   | 30     |